# Constancia (Willemstad)
Constancia – osada (buurt)  w dzielnicy Wanapa miasta Willemstad, w dystrykcie Willemstad, w kraju autonomicznym Curaçao, należącym do Holandii, w Ameryce Południowej. 20 października 2023 r. liczyła 126 mieszkańców. 